# San Agustín Tlaxiaca
San Agustín Tlaxiaca és un municipi de l'estat d'Hidalgo. San Agustín Tlaxiaca és el cap de municipi i principal centre de població d'aquesta municipalitat. Aquest municipi és a la part sud-occidental de l'estat d'Hidalgo. Limita al nord amb els municipis de El Arenal i Francisco I Madero, al sud amb estat de Mèxic (municipi de Hueypoxtla), a l'est amb Pachuca de Soto, l'oest i a l'est amb Ajacuba.